# 藤枝車站
藤枝車站（日语：／ Fujieda eki */?）是一由東海旅客鐵道（JR東海）所經營的鐵路車站，位於日本靜岡縣藤枝市站前1丁目。藤枝車站是JR東海所屬的東海道本線沿線的車站之一，也是藤枝市的主車站。根據JR東海的分類，是個派駐有站員的直營車站，並設有綠窗口（みどりの窓口）。
1913年時，藤相鐵道（後來的靜岡鐵道）曾在藤枝車站的北側設置「藤枝新站」（藤枝新駅），並在1956年時改名為新藤枝車站。但該站已在1970年時，隨著靜岡鐵道駿遠線廢線，而一同廢站。

## 車站結構
側式月台1面1線與島式月台1面2線、合計2面3線的地面車站。

### 月台配置
| 月台 | 路線       | 方向 | 目的地         | 備註                  |
| ---- | ---------- | ---- | -------------- | --------------------- |
| 1、2 | 東海道本線 | 上行 | 靜岡、沼津方向 | 1號月台由待避列車使用 |
| 3    | 東海道本線 | 下行 | 濱松、豐橋方向 |                       |

## 使用情況
根據「靜岡縣統計年鑑」，近年1日平均上車人次如下表。靜岡縣車站當中次於靜岡站、濱松站、三島站、沼津站、掛川站排行第6位。
| 年度   | 1日平均 上車人次 |
| ------ | ---------------- |
| 1993年 | 15,598           |
| 1994年 | 14,786           |
| 1995年 | 14,565           |
| 1996年 | 14,842           |
| 1997年 | 14,273           |
| 1998年 | 13,845           |
| 1999年 | 13,329           |
| 2000年 | 13,171           |
| 2001年 | 13,121           |
| 2002年 | 12,668           |
| 2003年 | 12,351           |
| 2004年 | 12,195           |
| 2005年 | 12,120           |
| 2006年 | 11,939           |
| 2007年 | 11,775           |
| 2008年 | 11,643           |
| 2009年 | 11,405           |
| 2010年 | 11,470           |
| 2011年 | 11,336           |
| 2012年 | 11,443           |
| 2013年 | 11,708           |
| 2014年 | 11,414           |
| 2015年 | 11,502           |
| 2016年 | 11,404           |
| 2017年 | 11,362           |
| 2018年 | 11,469           |

## 相鄰車站
※「Home Liner靜岡」「Home Liner濱松」的相鄰停車站參見東海道線 (靜岡地區)。
東海旅客鐵道
 東海道本線
西燒津（CA21）－藤枝（CA22）－六合（CA23）

### 來源
1. ↑   (PDF). 静岡県統計年鑑2014(平成26年).   [2016-06-14]. （原始内容存档 (PDF)于2019-07-02）.
2. ↑  .   [2016-06-09]. （原始内容存档于2020-11-08）.
3. 1 2  駅構内の案内表記。これらはJR東海公式サイトの各駅の時刻表 （页面存档备份，存于）で参照可能（駅掲示用時刻表のPDFが使われているため。2015年1月現在）。

## 外部連結
- 藤枝 - 東海旅客鐵道